# KaVontae Turpin
KaVontae Turpin (geboren 2. August 1996 in Monroe, Louisiana, USA) ist ein American-Football-Spieler, der als Wide Receiver und Return Specialist für die Dallas Cowboys in der National Football League (NFL) spielt.
Turpin spielte College-Football an der Texas Christian University. Nachdem er beim NFL Draft 2019 nicht ausgewählt worden war, spielte er in diversen kleinen Ligen. Nach einigen Spielen bei den Panthers Wroclaw in der ersten Saison der European League of Football wurde er von den New Jersey Generals für die erste Saison der zweiten USFL verpflichtet. Dort wurde er als Most Valuable Player der Liga ausgezeichnet. Im Juli 2022 wurde er von den Dallas Cowboys verpflichtet.

## Karriere

### Frühe Jahre
Turpin ging zur Neville High School in seiner Heimatstadt Monroe. Als Senior erzielte er insgesamt 1.928 Yards, davon 904 rushing und 724 receiving, sowie 29 Touchdowns. Er wurde als All-state, All-Northeast Louisiana und All-NELA Big School Offensive Player of the Year ausgezeichnet. Daneben spielte er auch Basketball und erzielte durchschnittlich 12,9 Punkte pro Spiel.

### College
Turpin nahm ein Stipendium der Texas Christian University (TCU) an. Im ersten Jahr war er in fünf von 13 Spielen Starter. Am 5. Oktober 2015 wurde er nach sechs Receptions für 138 Yards und vier Touchdowns beim 50:7-Sieg der Horned Frogs über die University of Texas als Big 12 Co-Offensive Player of the Week ausgezeichnet. Über die Saison war er zweitbester Receiver in den Big 12 und belegte mit 27 Yards im Durchschnitt bei Kickoff-Returns den 14. Platz auf nationaler Ebene. Er wurde von der FWAA als Freshmen-All-American ausgezeichnet.
Im zweiten Jahr konnte er auf Grund von Verletzungen nur in acht Spielen antreten. Dabei fing er 30 Würfe für 295 Yards und erzielte einen Touchdown. Er erzielte durchschnittlich 16,2 Yards bei Punt-Returns und 30,8 Yards bei Kickoff-Returns. Zwei Mal wurde er als Big 12 Special Teams Player of the Week ausgezeichnet.
In der Saison 2017 spielte er in allen 14 Spielen, dabei drei Mal als Starter. Insgesamt kam er auf 41 Receptions für 394 Yards und einen Touchdown und 1.202 Yards insgesamt. Dazu kam ein Return-Touchdown nach einem Punkt und ein Kickoff-Return-Touchdown. Einmal wurde er Big 12 Special Teams Player of the Week, insgesamt wurde er First-Team All-Big 12 Kick and Punt Returner und First-Team AP All-Big 12 (All-purpose).
Die Saison 2018 wurde überschattet von einem Haftbefehl für ihn wegen Nichterscheinens zu einer Anklage wegen häuslicher Gewalt in New Mexico. In der Saison hatte er einen Punt-Return-Durchschnitt von 19,4 Yards, wurde einmal Big 12 Special Teams Player of the Week und hatte je einen Punt- und Kickoff-Return-Touchdown. Im Oktober 2018 wurde er auf Grund zweier Anklagen wegen häuslicher Gewalt aus dem Team entlassen. Am TCU Pro Day durfte er nicht teilnehmen und wurde beim NFL Draft 2019 nicht gezogen.

### Minor Leagues
Turpin schloss sich für die Saison 2020 den Frisco Fighters in der Indoor Football League an. Die Saison wurde wegen der Covid-19-Pandemie jedoch abgesagt.
In der Saison 2021 spielte er für die Glacier Boyz in der Liga Fan Controlled Football (FCF). In sechs Spielen fing er 13 Würfe für 223 Yards und 4 Touchdowns. Im selben Jahr spielte er sechs Spiele für die Sea Lions in der The Spring League.
Schließlich wurde er im August 2021 von den Panthers Wroclaw für die laufende ELF-Saison verpflichtet. In vier Spielen erreichte er 702 Yards und erreichte mit den Panthers das Halbfinale. Im November 2021 gaben die Panthers die Wiederverpflichtung Turpin für die Saison 2022 bekannt.
Er zog jedoch eine Ausstiegsklausel, nachdem er in der 13. Runde (103. insgesamt) des USFL Draft 2022 von den New Jersey Generals ausgewählt wurde. Er spielte in allen zehn Spielen der Generals. Er war mit 44 Receptions für 540 Yards Führender der Liga in dieser Statistik und erzielte 4 Touchdowns. Dazu kamen 12 Punt-Returns für 184 Yards und einen Touchdown. Er wurde als Liga-MVP der ersten USFL-Saison ausgezeichnet.

### Dallas Cowboys
Am 27. Juli 2022 unterzeichnete Turpin einen Dreijahresvertrag mit den Dallas Cowboys in der NFL. Am 20. August 2022 erzielte Turpin im zweiten Pre-Season-Spiel im SoFi Stadium gegen die Los Angeles Chargers zwei Touchdowns: den ersten bei einem 98-Yard-Kickoff-Return, den zweiten bei einem 86-Yard-Punt-Return. Er war in allen Spielen der Saison 2022 für die Cowboys aktiv. Er beendete die reguläre Saison mit einem gefangenen Ball für neun Yards, drei Läufen für 17 Yards und 508 Kickoff-Return-Yards sowie 303 Punt-Return-Yards. In den Play-offs kamen ein gefangener Ball für acht Yards sowie 155 Kick-Return-Yards und sieben Punt-Return-Yards dazu. Am Ende der Saison wurde er als Return Specialist ins All-Star-Team für den Pro Bowl 2023 eingeladen.